# Nikolai Sergejewitsch Wolkonski (General)

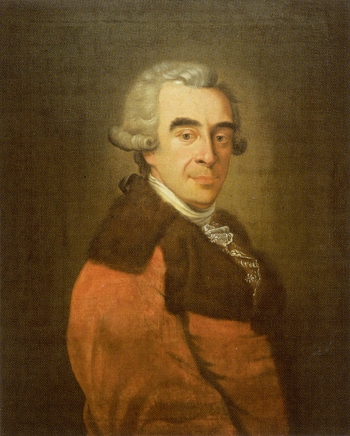
Fürst Nikolai Sergejewitsch Wolkonski

Nikolai Sergejewitsch Wolkonski (russisch: Николай Сергеевич Волконский, * 30. März 1753 in Moskau; † 3. Februar 1821 ebenda) war ein russischer Fürst, General der Infanterie und Militärgouverneur von Archangelsk.

## Herkunft und Familie

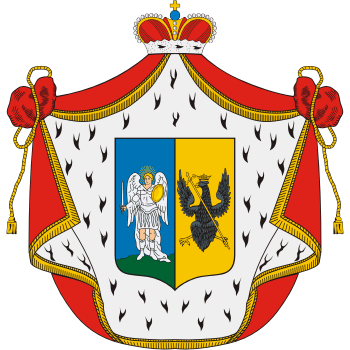
Wappen der Fürsten Wolkonski

Knes N.S. Wolkonski stammte aus dem Geschlecht der Rurikiden, seine Vorfahren gehörten dem Fürstengeschlecht Wolkonski an. Sein Neffe war der Generalleutnant Dmitri Michailowitsch Wolkonski (1770–1835). Seine Eltern waren Fürst Sergei Fjodorowitsch Wolkonski (1715–1784) und Maria Dmitriewna Wolkonskaja, geborene Chaadaeva († 1775). Er heiratete Fürstin Katharina Dmitriewna Trubetskaja (1749–1799). Ihre Tochter Marija Nikolajewna (* 1790; † 7. März 1830) heiratete den Grafen Nikolai Iljitsch Tolstoi (1794–1837); deren Sohn war Leo Tolstoi (1828–1910).

## Leben

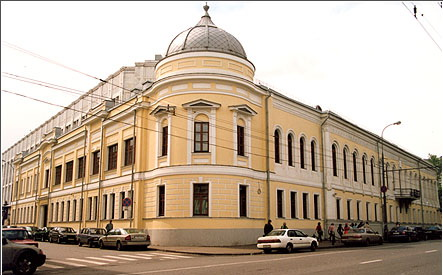
Wolkonski-Haus in Moskau

Seine Schulausbildung absolvierte er ab 1765 in der bekannten Moskauer Petrischule. Dann trat er in den Militärdienst ein und begleitete als Kapitän und Wachoffizier, im Alter von 27 Jahren, Katharina II. bei ihrem Treffen in Mogilev mit dem österreichischen Kaiser Joseph II. 7 Jahre später war er erneut als Leiboffizier bei Katharina eingesetzt, als sie die Krim besuchte. Während seiner Dienstzeit in der Kaiserlich-russischen Armee nahm er von 1787 bis 1791 am Russisch-Österreichischer Türkenkrieg teil. 1781 wurde er zum Oberst und 1787 zum Brigadier befördert. Die nächste Beförderung zum Generalmajor erfolgte 1789. 1793 wurde er als Botschafter nach Berlin entsandt und 1794 führte er Truppen in Litauen und Polen. Es folgte eine 2-jährige Freistellung vom Militärdienst und mit der Regierungsübernahme von Paul I. wurde er am 3. Dezember 1796 Kommandeur des Asowschen Musketierregiments. Letztendlich avancierte er zum General der Infanterie und wurde zum Militärgouverneur von Archangelsk ernannt. 1799 nahm er seinen Abschied und übersiedelte zu seiner Tochter Marija. Als Mitgift überließ er ihr, die mit Graf Nikolai Iljitsch Tolstoi verheiratet war, das Anwesen in Jasnaja Poljana. 1816 kaufte er sich ein Haus in Moskau, welches als das „Wolkonski-Haus“ in dem von Leo Tolstoi geschriebenen Roman „Krieg und Frieden“ bekannt wurde. Nikolai Sergejewitsch Wolkonski starb am 3. Februar 1821 und wurde auf dem Friedhof des Spasso-Andronikow-Klosters beigesetzt, die Grabstätte wurde in den 1920er Jahren zerstört.